# 894 TCN
894 TCN là một năm trong lịch La Mã.